# Сацулукидзео
Сацулукидзео (груз. საწულუკიძეო) — село в Грузии, на территории Хонийского муниципалитета края (мхаре) Имеретия.

## География
Село находится в западной части Грузии, к востоку от реки Цхенисцкали, на расстоянии 3 километров к северо-востоку от города Хони, административного центра муниципалитета. Абсолютная высота — 130 метров над уровнем моря.

## Население
По результатам официальной переписи населения 2014 года, в Сацулукидзео проживало 866 человек (447 мужчин и 419 женщин). В национальной структуре населения грузины составляли 99,9 %, русские — 0,1 %.
| Год  | Население, человек |
| ---- | ------------------ |
| 2002 | 1220               |
| 2014 | ↘ 866              |